# グレッグ・カニンガム
グレッグ・カニンガム（Greg Cunningham、1991年1月31日 - ）は、アイルランド・ゴールウェイ出身のプロサッカー選手。サッカーアイルランド共和国代表。カーディフ・シティFC所属。ポジションはDF。

## 経歴

### クラブ
地元クラブでプレーを始め、2007年にマンチェスター・シティFCのアカデミーに入団。2010年1月のFAカップ・スカンソープ・ユナイテッドFC戦でトップチームデビュー。4月のバーミンガム・シティFC戦でアディショナルタイムにアダム・ジョンソンとの交代で途中出場しプレミアリーグデビュー。翌月のウェストハム・ユナイテッドFC戦でも途中出場し2分プレーした。マンチェスター・シティでのプレミアリーグ出場記録はこれが最後になった。
その後2度のレンタルを経て、2012年7月にブリストル・シティFCに完全移籍。
2015年7月、トレーニング参加を経てプレストン・ノースエンドFCに加入。
2018年6月13日、カーディフ・シティFCと2021年夏までの契約を締結した。
2019年8月、ブラックバーン・ローヴァーズFCへレンタル移籍。

### 代表
ユース年代からアイルランド共和国代表に選出されていた。
2010年2月、A代表初招集。ジョバンニ・トラパットーニ監督がブラジルとの親善試合に臨むメンバーに選出したが、出番はなかった。2010年5月のアルジェリア戦で初キャップ。

## タイトル
ブリストル・シティ
- フットボールリーグトロフィー: 2014–15